# هرزيليا الرياضية
هرزيليا الرياضية (بالفرنسية: Herzellia Sports)‏، هو نادي تونسي منحل كان ينافس ضمن القسم الوطني الأول من بطولة تونس للكرة الطائرة للرجال.

## سجل ألقاب النادي للكرة الطائرة
- البطولة التونسية  (1) : 1956.